# Kamerun világörökségi helyszínei
Kamerun területéről eddig két helyszín került fel a világörökségi listára, tizennyolc helyszín a javaslati listán várakozik a felvételre. 
| | Dja Állatrezervátum |
| 1987 |                     |
| Természeti (IX)(X) |                     |
| Védett terület: 526 000 ha, hivatkozás: 407 |                     |
| Az Afrika egyik legnagyobb és legvédettebb esőerdőjében található 5000 négyzetkilométeres Dja Állatrezervátum a Dja folyó felső szakaszának egy természetes kanyarulatában fekszik. A nehezen megközelíthető, kivételesen változatos állatpopulációval rendelkező természetvédelmi terület 90 százaléka érintetlen és kevéssé tanulmányozott. A terület viszonylag sík, kivéve a rezervátum délkeleti részét, amire sziklák, zúgók és vízesések jellemzőek. A növénytakaró főként sűrű örökzöld erdőből, nagyjából ötven fafajtából áll. Az esőerdőt mocsári növényzet egészíti ki, valamint másodlagos erdők, legelők és a 20. század közepén elhagyott települések. A rezervátum gyéren lakott, kis elszórt táborokban hagyományos életmódjukat napjainkig megőrző pigmeusok élnek. A védett terület mintegy száz emlősfajnak ad otthont és főleg majmairól (síkvidéki gorillák, fehérhasú cerkófok, csimpánzok, és bajszos cerkófok), valamint a rendkívül ritka afrikai erdei elefántról nevezetes. A parkban élő állatok közé tartoznak még a szitutungák (mocsári antilopok), a bongók (erdei antilopok), a bivalyok, a leopárdok, a varacskos disznók és a pangolinok (tobzoskák). A hüllőket pitonok, gyíkok, és veszélyeztetett krokodilok képviselik. A térséget bozóttüzek és orvvadászok veszélyeztetik. |                     |

| | Sangha Trinational |
| Kamerun, a Közép-afrikai Köztársaság és a Kongói Köztársaság közös világörökségi helyszíne |                    |
| 2012 |                    |
| Természeti (IX)(X) |                    |
| Védett terület: 746 309 ha, puffer zóna: 1 787 950 ha, hivatkozás: 1380 |                    |
| A Kongó-medence északnyugati részén 750 000 hektáron fekvő Sangha Trinational a Közép-afrikai Köztársaság, a Kongói Köztársaság és Kamerun közös világörökségi helyszíne. A három ország találkozási pontjánál kialakított természetvédelmi terület három részből áll, ezek a Lobéké Nemzeti Park Kamerunban, a Dzanga-Ndoki Nemzeti Park a Közép-afrikai Köztársaságban és a Nouabalé-Ndoki Nemzeti Park Kongóban. A parkok egy sokkal nagyobb erdős térségben helyezkednek el, ahol egy 1790 000 hektáros puffer zónát jelöltek ki a védelmére. A puffer zóna része a Dzanga-Sanga Erdei Rezervátum, ami a Dzanga-Ndoki nemzeti park két különálló részét köti össze. Sangha Trinational legnagyobb része mentes az emberi tevékenységtől, érintetlen trópusi esőerdő, gazdag és változatos növény- és állatvilággal. Az erdő egyes részét örökzöld növények borítják, már részei állandóan mocsaras illetve periodkusan víz alá kerülő területek. A park védelmet nyújt olyan ritka és veszélyeztetett fajoknak mint a síkvidéki gorilla, az erdei elefánt, a csimpánz, valamint több antilopfajnak, köztük a szitutungának és a bongónak. |                    |

## Elhelyezkedésük
| Dja Állatrezervátum Sangha Trinational |

## Javasolt helyszínek
| Név                                                                | Kép | Típus      | Kritérium        | Év   | Hiv. |
| ------------------------------------------------------------------ | --- | ---------- | ---------------- | ---- | ---- |
| A Mandara-hegységbeli Diy-Gid-Biy kultúrtáj                        |     | kulturális | III, V, VI       | 2020 |      |
| Bimbiai rabszolgakikötő                                            |     | kulturális | III, VI          | 2020 |      |
| Takamanda Nemzeti Park Kamerun és Nigéria közös jelölése           |     | természeti | IX, X            | 2020 |      |
| A Csád-tó kultúrtáj Csád, Kamerun, Niger és Nigéria közös jelölése |     | Vegyes     | II, III, VII, IX | 2018 |      |
| Boumba Bek és Nki Nemzeti Parkok                                   |     | természeti | VII, IX, X       | 2018 |      |
| Bouba Ndjidda Nemzeti Park                                         |     | természeti | IX, X            | 2018 |      |
| Campo-Ma'an Nemzeti Park                                           |     | természeti | VII, VIII, IX, X | 2018 |      |
| Waza Nemzeti Park                                                  |     | természeti | IX, X            | 2018 |      |
| Bafut főnöki központ                                               |     | kulturális | I, III, V, VI    | 2018 |      |
| Goto Goulfey tornya                                                |     | kulturális | I, III           | 2018 |      |
| Bidzar sziklarajzai                                                |     | kulturális | I                | 2018 |      |
| Djohong megalitikus emlékei                                        |     | kulturális | I, IV, V         | 2018 |      |
| Saa megalitikus emlékei                                            |     | kulturális | III, IV, V       | 2018 |      |
| Njock vasúti alagútjai                                             |     | kulturális | IV, VI           | 2018 |      |
| Rey-Bouba szultáni palotája                                        |     | kulturális | I, II, III       | 2018 |      |
| A Lobé zuhatagjai kultúrtáj                                        |     | kulturális | V, VI, VII       | 2018 |      |
| Shum Laka régészeti helyszíne                                      |     | kulturális | III, IV, V       | 2018 |      |
| A Grassfield régió hagyományos törzsfőnöki házai                   |     | kulturális | II               | 2018 |      |